# ماريا شرادر
ماريا شرادر (بالألمانية: Maria Schrader)‏ (و. 1965 – م) هي ممثلة، ومخرجة سينمائية، وكاتبة سيناريو من ألمانيا. ولدت في هانوفر.

## روابط خارجية
- ماريا شرادر على موقع IMDb (الإنجليزية)
- ماريا شرادر على موقع ميتاكريتيك (الإنجليزية)
- ماريا شرادر على موقع روتن توميتوز (الإنجليزية)
- ماريا شرادر على موقع مونزينجر (الألمانية)
- ماريا شرادر على موقع قاعدة بيانات الأفلام العربية
- ماريا شرادر على موقع ألو سيني (الفرنسية)
- ماريا شرادر على موقع أول موفي (الإنجليزية)
- ماريا شرادر على موقع قاعدة بيانات الأفلام السويدية (السويدية)
- ماريا شرادر على موقع ديسكوغز (الإنجليزية)
- ماريا شرادر على موقع قاعدة بيانات الفيلم (الإنجليزية)